# ويلا كيم
ويلا كيم (بالإنجليزية: Willa Kim)‏ هي مصممة أزياء تقليدية أمريكية، ولدت في 30 يونيو 1917 في لوس أنجلوس في الولايات المتحدة، وتوفيت في 23 ديسمبر 2016 في فاشون في الولايات المتحدة.

## وصلات خارجية
- ويلا كيم على موقع IMDb (الإنجليزية)
- ويلا كيم على موقع قاعدة بيانات برودواي على الإنترنت (الإنجليزية)
- ويلا كيم على موقع قاعدة بيانات الفيلم (الإنجليزية)